# Троицкое (Чистоозёрный район)
Троицкое — село в Чистоозёрном районе Новосибирской области. Административный центр Троицкого сельсовета.

## География
Площадь села — 162 гектаров.

## Население
| 2002 | 2007 | 2010 |
| ---- | ---- | ---- |
| 517  | ↘491 | ↘445 |

## Инфраструктура
В селе по данным на 2007 год функционируют 1 учреждение здравоохранения и 2 учреждения образования.